# 바티칸 미디어
바티칸 미디어(Vatican Media)는 바티칸 시국의 공영 방송으로 1983년에 처음 방송되었다.
1983년 교황 요한 바오로 2세에 의해 설립되었으며, 1996년 11월 이후 바티칸의 법적 기구가 되었다.
주로 생방송, 다른 매체와의 연계, 텔레비전 프로그램 제작 및 녹화물 관리 등을 주요 업무로 하고 있다. TV 프로그램은 주로 교황의 삼종기도나 수요일 일반 알현 등이 있다. 교황의 세계 각국 방문 역시 방송하고 있다.

## 같이 보기
- 교황청 홍보처